# Гийу, Шарль
Шарль Гийу (фр. Charles Guilloux; 1866[…], Париж — 1946[…], Лорм) — французский художник-символист.

## Биография
Родился в 1866 году в Париже. По профессии был библиотекарем, работал в Национальной библиотеке. Освоил живопись самоучкой и начал писать картины, в которых критики, такие, как Альбер Орье и Феликс Фенеон, видели влияние символизма. Начиная с 1891 (по другим данным, с 1911) года Гийу выставлялся на Салоне независимых, в 1905 году — на Салоне национального общества изящных искусств, а также на выставках «Импрессионисты и символисты» в галерее «Le Barc de Boutteville».
Гийу был любителем музыки и нередко пытался передать в своих картинах с соответствующими названиями музыкальный подтекст («Скерцо Луна» 1894 года и др.).
Скончался Гийу в 1946 году в своём доме в Лорме, департамент Ньевр.
В 2007 году Музей Орсе приобрёл картину Гийу «Сумерки» для своей коллекции. Другие работы Гийу хранятся в коллекциях различных французских музеев и в частных собраниях.

## Галерея

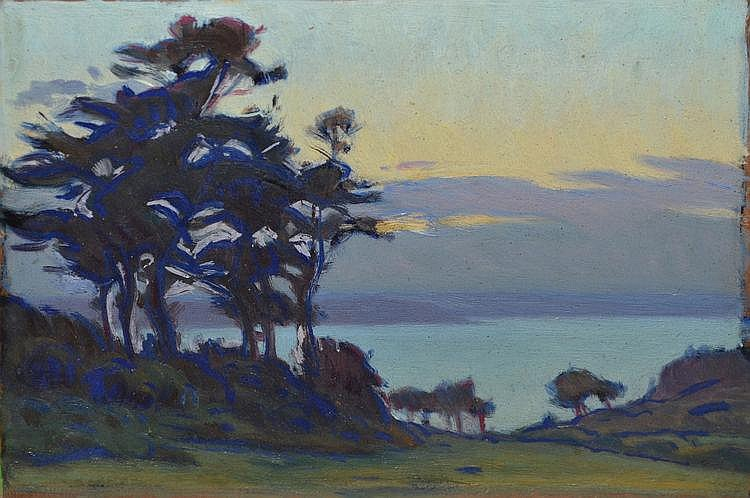
Пейзаж
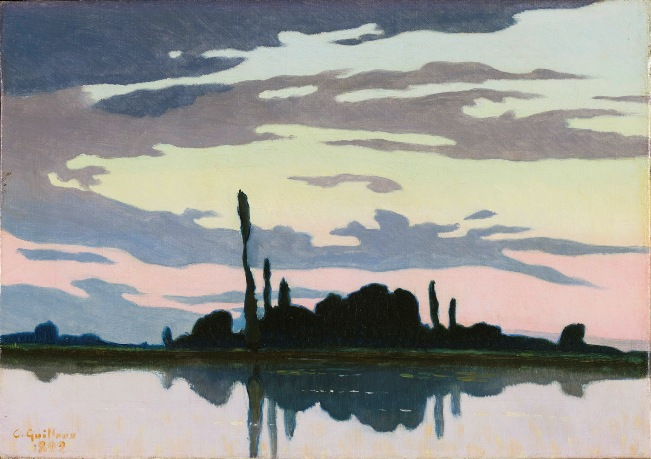
Сумерки, 1892, Музей Орсе, Париж.
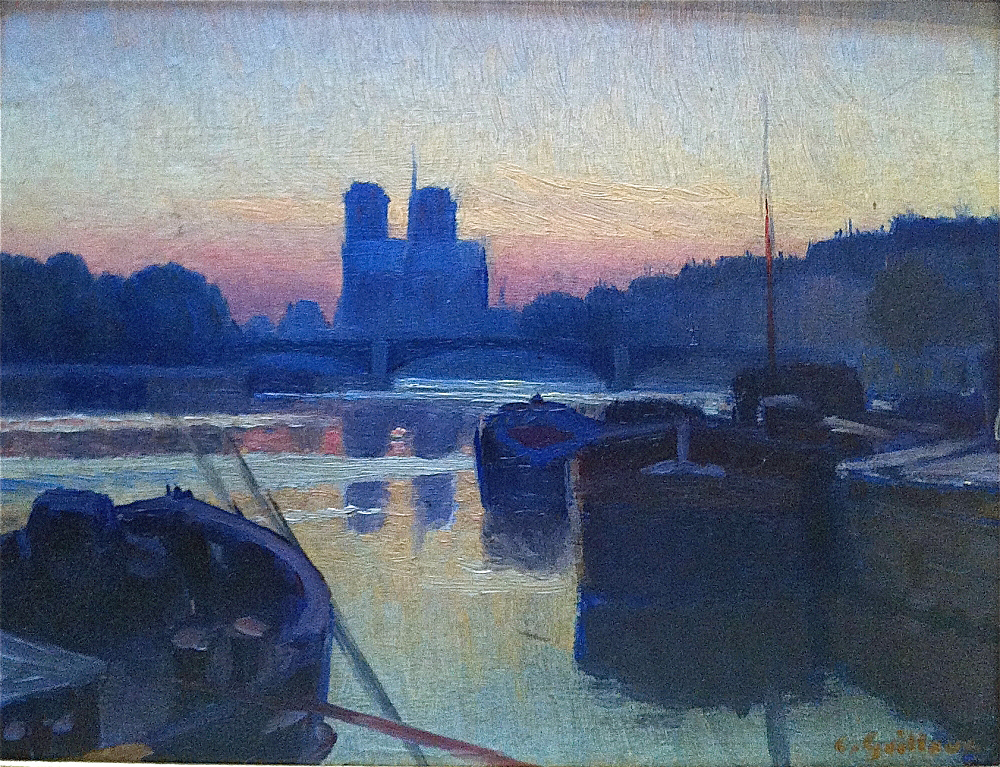
Нотр-Дам-де-Пари в сумерках, ок. 1898
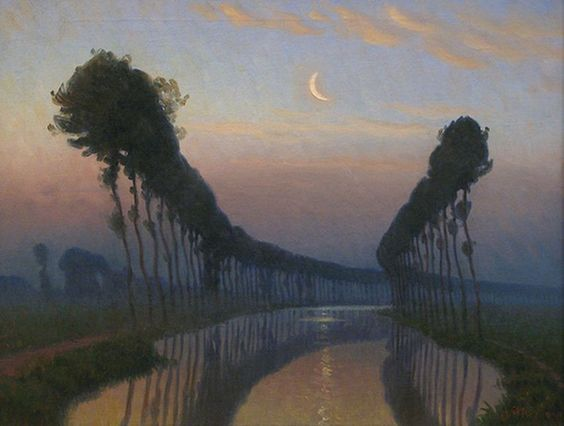
Аллея воды
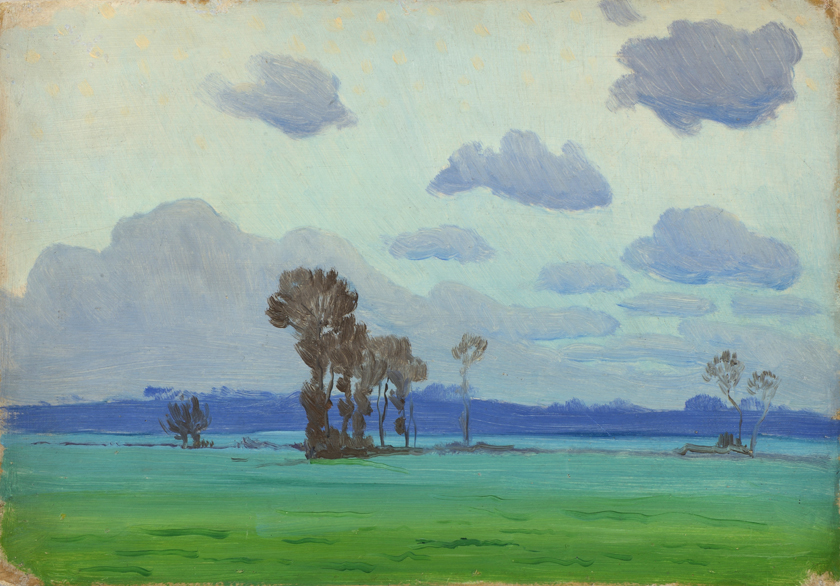
Голубые дали
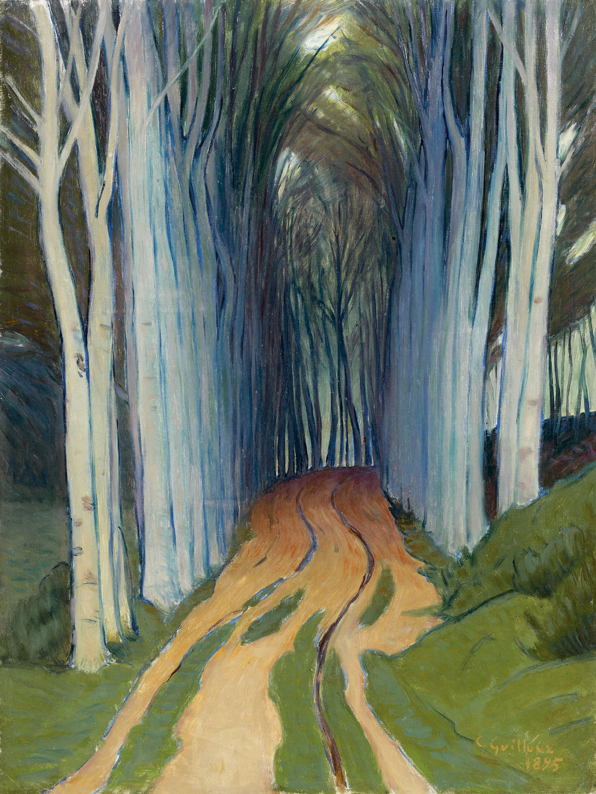
Путь
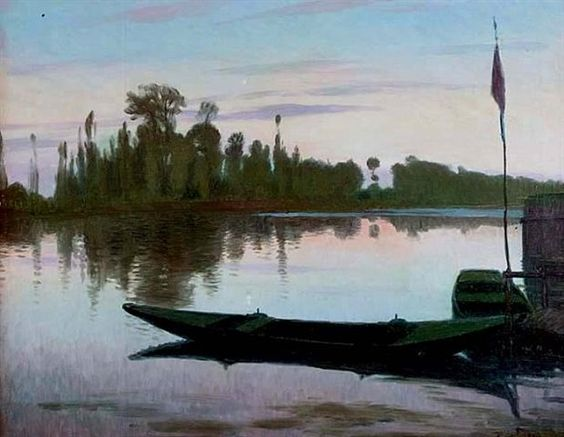
Вечер
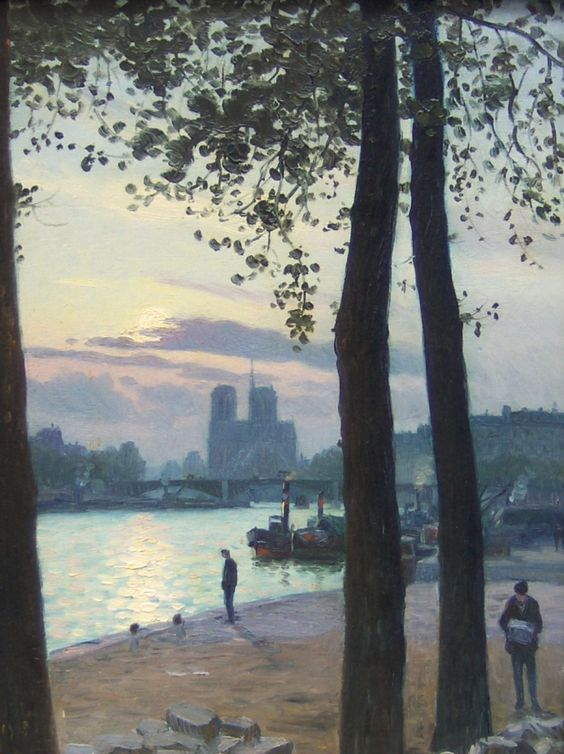
Нотр-Дам-де-Пари, 1905
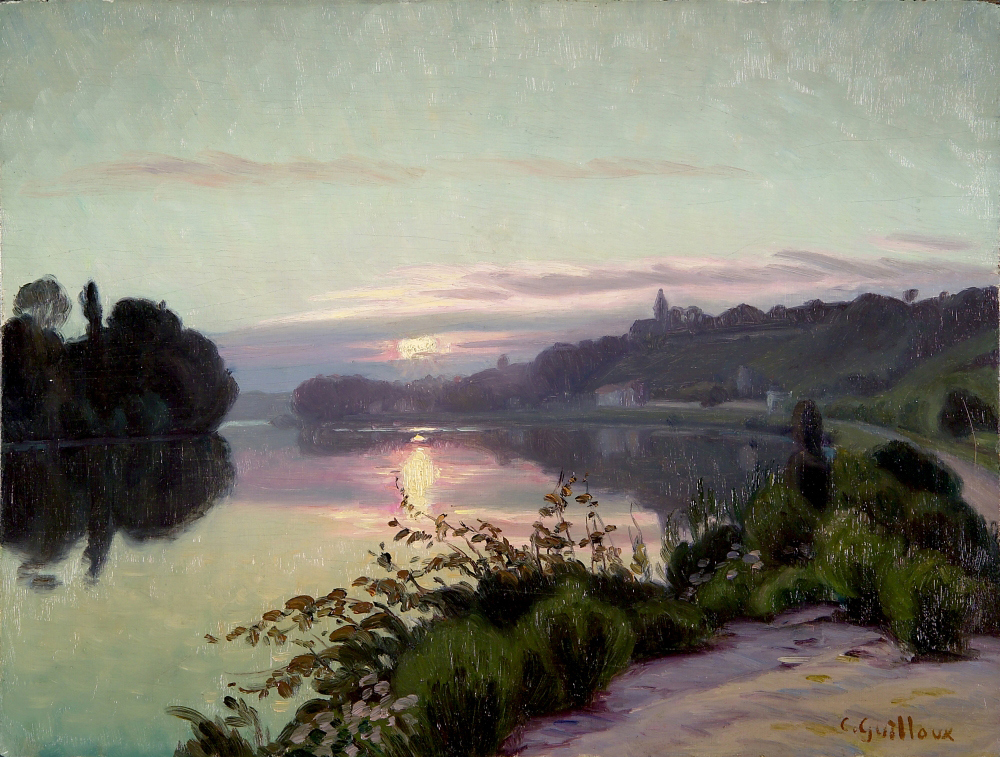
Бретань. Лунный свет.
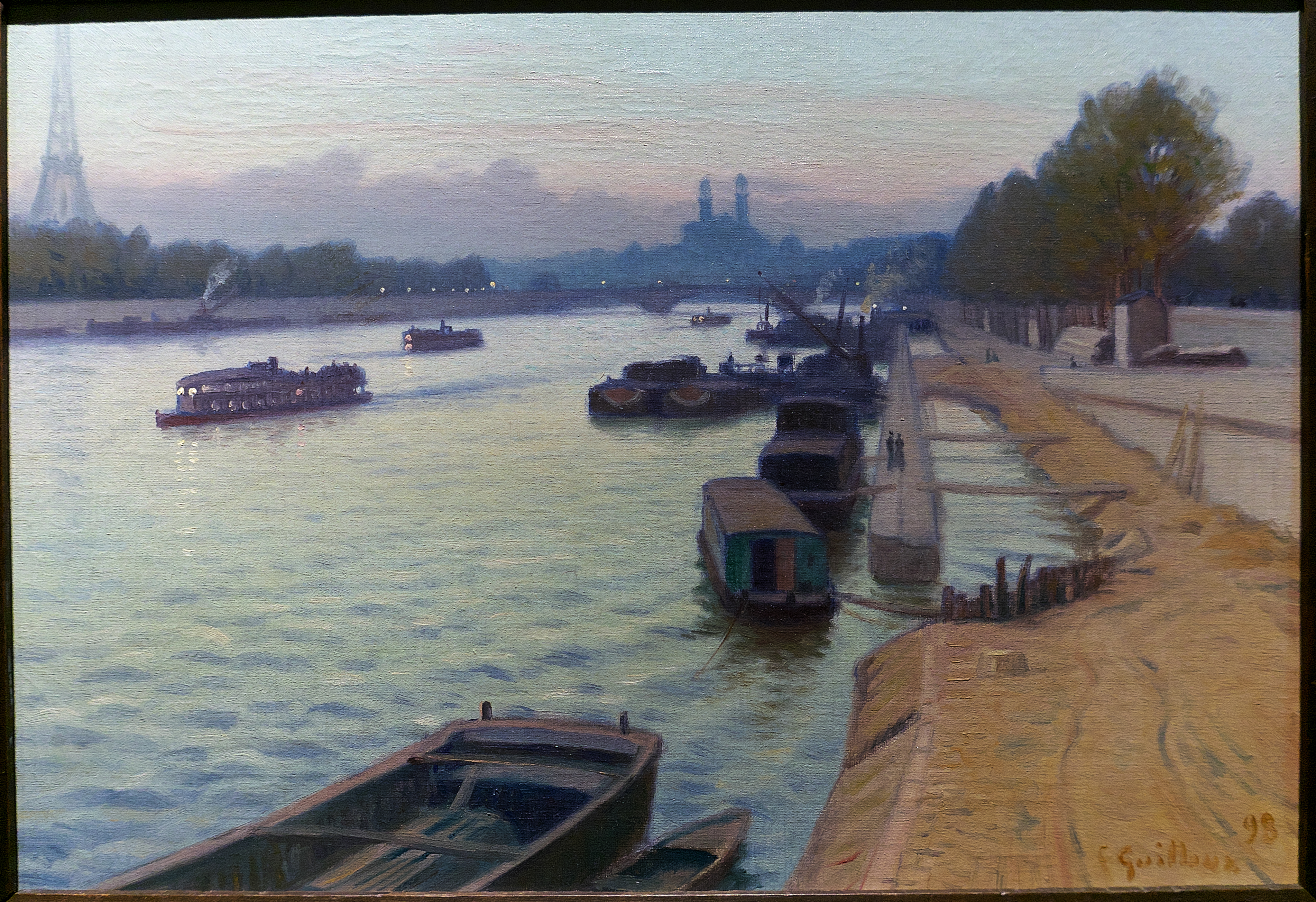
Причалы на Сене
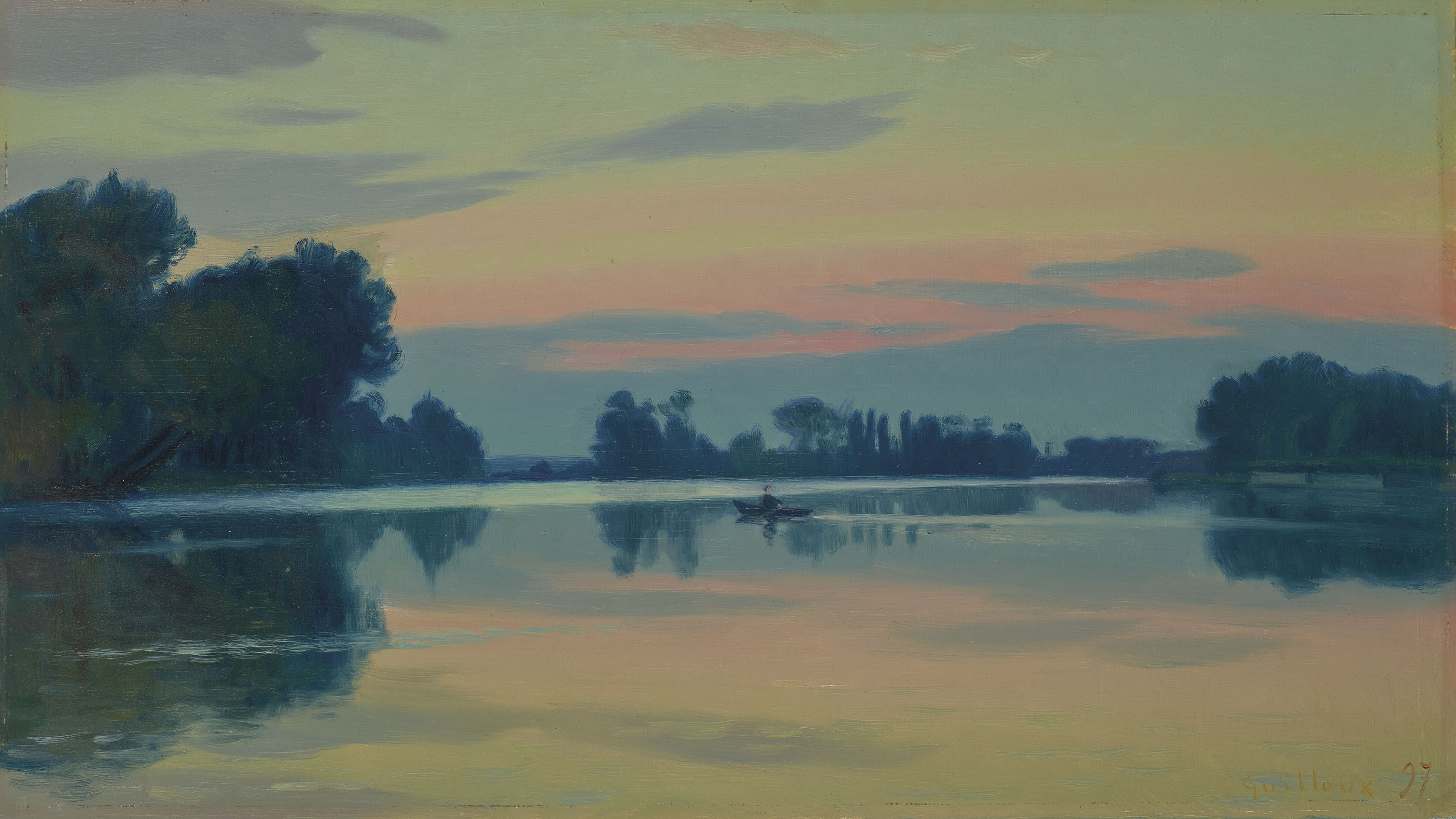
На речном берегу, 1897
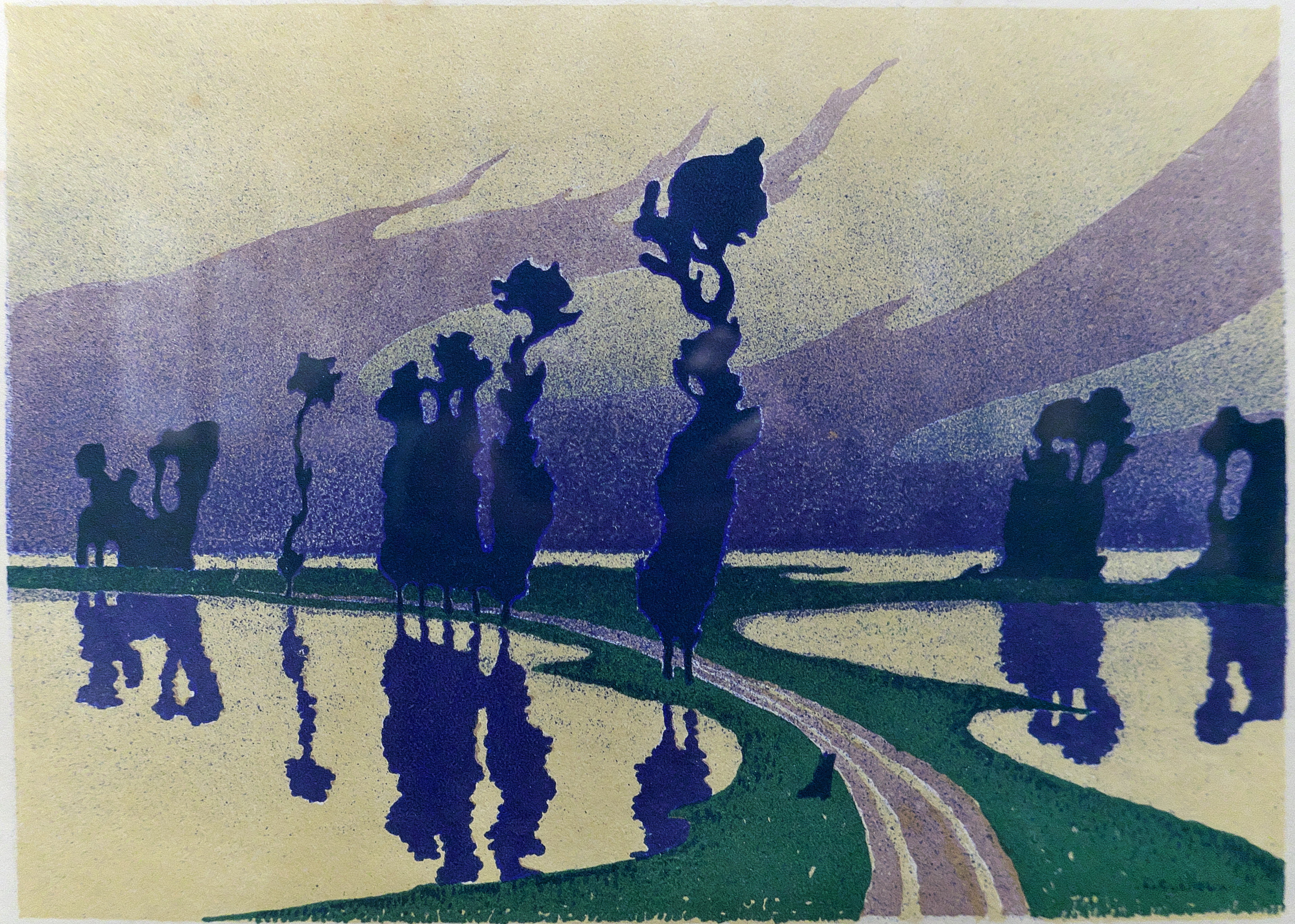
Наводнение. Литография.